# اتین بونو دو کندیاک
اتین بونو دو کندیاک (به فرانسوی: Étienne Bonnot de Condillac) (۳۰ سپتامبر ۱۷۱۴ – ۳ اوت ۱۷۸۰) فیلسوف و نویسنده قرن هجدهم میلادی اهل فرانسه است.
وی فیلسوف مادی بود ولی مع‌هذا به ثنویت دکارت اعتقاد داشت و انسان را مرکب از روح و بدن می‌دانست. کندیاک پسیکولوژی خود را با الهیات مسیحی آشتی داد و از آثار مهم او «رساله‌ای دربارهٔ محسوسات» است که به سال ۱۷۵۴ چاپ شده‌است. در سال ۱۷۴۶ کتابی به نام گفتار در باب منشأ دانش آدمی نوشته‌است که بخش دوم آن به بحث دربارهٔ زبان اختصاص دارد.